# Michele de Lucchi
Michele de Lucchi (Ferrara, 8 november 1951) is een Italiaans architect en ontwerper. Hij was een van de oprichters van de 'Gruppo Cavart' in de jaren van radical design. Ook was hij een van de grondleggers van de Memphisgroep, een groep ontwerpers die de designer-scene veranderden in de jaren 80. 

## Levensloop

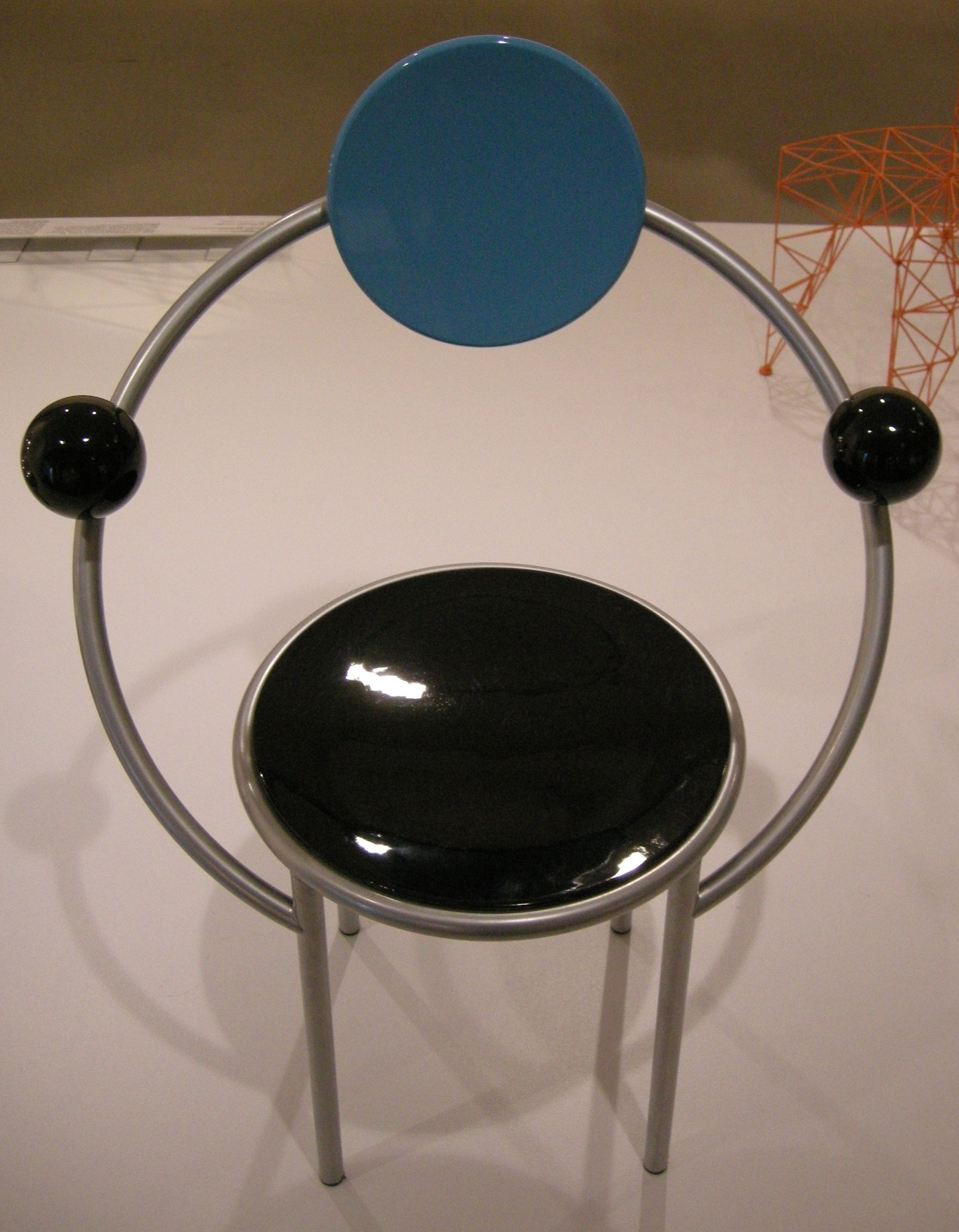
First chair, 1983

De Lucchi werd in 1951 geboren in Ferrara en groeide op in Padua. De Lucchi was samen met zijn tweelingbroer Ottorino de oudste in een gezin met acht kinderen. Vanaf 1969 studeerde De Lucchi aan de Faculteit voor Architectuur in Florence. Hier kreeg hij les van onder meer Adolfo Natalini, Gianni Pettena en Remo Buti. In 1973 was hij één van de oprichters van  'Gruppo Cavart'. De naam was een verwijzing naar de groeve (cava) die zich bevond in de heuvels van Florence. De Lucchi studeerde in 1975 af en verhuisde een jaar later naar Milaan. Hij was van mening dat de infrastructurele, industriële en culturele mogelijkheden in Florence te beperkt waren. In Milaan werkte hij onder andere voor Centrokappa, de studio van Ettore Sottsass en Olivetti. Samen met Ettore Sottsass had De Lucchi een grote invloed op het ontwerpen van huishoudelijke objecten die zowel functioneel als esthetisch interessant zijn. In 1981 richtte hij samen met Sottsass de Memphisgroep op.
In 1988 stichtte hij de De Lucchi Studio, waar onder andere Nicholas Bewick, Daniel Danzi, Ferruccio Laviani en Angelo Micheli bij betrokken zijn.
Voor het Groninger Museum ontwierp hij een nieuwe vleugel, het De Lucchipaviljoen, dat thans de naam Beringer-Hazewinkelpaviljoen/Ploegpaviljoen draagt. Het paviljoen was oorspronkelijk bestemd voor de presentatie van de geschiedenis van Groningen, maar na een verbouwing wordt er kunst uit de regio ten toon gesteld.
- Bibsys: 98013675
- Biblioteca Nacional de España: XX5219199
- Bibliothèque nationale de France: cb13754429m (data)
- Gemeinsame Normdatei: 119134004
- International Standard Name Identifier: 0000 0000 8369 6277
- KulturNav: fe455bcf-8a76-49af-989f-31a652002d20
- Library of Congress Control Number: n79052107
- Nationale Bibliotheek van Letland: 000080050
- National Gallery of Victoria: 3187
- Nationale Bibliotheek van Israël: 987007500831605171
- Nederlandse Thesaurus van Auteursnamen: 070961212
- RKD-Nederlands Instituut voor Kunstgeschiedenis: 236242
- Istituto Centrale per il Catalogo Unico: LO1V007407
- Système universitaire de documentation: 071047611
- Union List of Artist Names: 500223450
- Virtual International Authority File: 32178965
- WorldCat: E39PBJxWTWYF3bJdxc3mpvMMfq